# Whodini
I Whodini furono un gruppo old school hip hop statunitense, attivi dal 1981 al 1996.
Il gruppo era formato dai rappers Jalil Hutchins e John "Ecstasy" Fletcher, seguiti dal leggendario DJ Drew "Grandmaster Dee" Carter nel 1986. I Whodini diventarono famosi grazie a hit dai toni ironici come Magic's Wand (la prima canzone rap ad avere un proprio video), The Haunted House of Rock e Freaks Come Out at Night, e le loro esibizioni dal vivo erano le prime con ballerini ufficiali (i membri degli UTFO Doctor Ice e Kangol Kid).

Dopo Open Sesame del 1987, il gruppo si fermò a causa di problemi con l'etichetta discografica, oltre che al bisogno di ogni membro di dedicare più tempo alle rispettive famiglie. I Whodini provarono il ritorno nel 1991 con Bag-a-Trix senza molto successo. Cinque anni dopo pubblicarono il loro sesto album di studio, intitolato proprio Six ("Sei"), ma nemmeno questo vendette molte copie.

## Discografia
- 1983 - Whodini
- 1984 - Escape
- 1986 - Back in Black
- 1987 - Open Sesame
- 1990 - Greatest Hits
- 1991 - Bag-A-Trix
- 1995 - The Jive Collection Series
- 1996 - Six
- 1999 - The Collection
- 2003 - Rap Attack
- 2006 - Funky Beat: The Best of Whodini